# Sosxetra agatha
Sosxetra agatha là một loài bướm đêm trong họ Noctuidae.